# Лебедь (шхуна)
«Лебедь» — пароход РОПиТ, а затем парусно-винтовая шхуна Черноморского флота Российской империи. Во время службы в составе РОПиТ судно использовалось в качестве товарного парохода, в составе российского флота принимало участие в русско-турецкой войне 1877—1878 годов, в том числе в операции флота под Сулином, а также использовалось как транспортное судно до возвращения бывшему владельцу. После возвращения в состав судов РОПиТ использовалось в качестве сухогрузной баржи.

## Описание судна
Пароход, а затем парусно-винтовая шхуна с железным корпусом водоизмещением 700 тонн. Длина судна составляла 57,61 метр, ширина — 8,84 метра, а осадка 1,37 метра. На шхуне была установлена одна вертикальная двухцилиндровая паровая машина простого расширения компании Andrew Leslie & Co. мощностью 40 номинальных лошадиных сил, что составляло 120 индикаторных лошадиных сил, и один цилиндрический паровой котёл, в качестве движителя помимо парусов использовался один гребной винт. Скорость судна могла достигать 7 узлов. Вооружение судна во время службы в составе флота по сведениям из различных источников могло состоять либо из трёх 152-миллиметровых мортир, двух 87-миллиметровых орудий и одной 76-миллиметровой пушки, либо из двух 4-фунтовых пушек образца 1867 года.
В течение всего времени службы шхуны в составе Российского императорского флота в 1877 и 1879 годах её командиром служил капитан-лейтенант Н. Ф. Серков.

## История службы
Пароход был заложен на стапеле верфи Andrew Leslie & Co. в Ньюкасле в 1868 году, спущен на воду 15 (27) февраля 1869 года, в марте того же года был принят в состав судов РОПиТ в качестве товарного парохода. 21 июля (2 августа) 1877 года пароход был арендован в Одессе у РОПиТ Морским ведомством, переоборудован в шхуну, вооружён и включён в состав Черноморского флота России.
Шхуна принимала участие в русско-турецкой войне 1877—1878 годов. 21 июля (2 августа) 1877 года вместе со шхуной «Утка» ушла из Одессы на Дунай, где была включена в Нижнедунайский отряд. В составе отряда принимала участие в операции флота под Сулином.

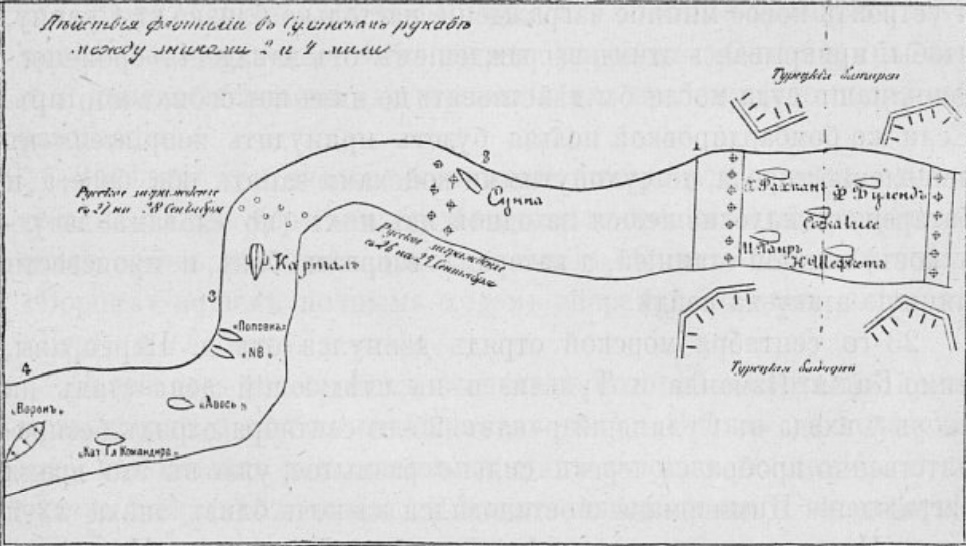
Действия отряда И. М. Дикова под Сулином

Для выполнения поставленной задачи под Сулином шхуна вошла в состав отряда судов с небольшой осадкой под общим командованием капитан-лейтенанта И. М. Дикова, который первоначально помимо шхуны включал в себя пароход «Опыт», шхуну «Утка», две плавучие мортирные батареи и четыре миноносных катера. С целью экономии угля для конвоирования судов отряда была назначена эскадра контр-адмирала Н. М. Чихачёва, состоявшая из двух поповок и четырёх пароходов активной обороны. 27 июля (8 августа) 1877 года оба отряда встретились в десяти милях к юго-юго-западу от маяка Большой фонтан, на следующий день прибыли к Очаковскому гирлу, где отряд капитан-лейтенанта И. М. Дикова был успешно введён в гирло. По прибытии в Килийский рукав Дуная корабли отряда расположились в протоке Черняева в районе села Переправа.
23 сентября (5 октября) шхуна в состав отряда выдвинулась от Переправы и, пройдя мимо Килии, Измаила и Тульчи, на следующий день прибыла к входу в Сулинский рукав. 25 сентября (7 октября) суда отряда преодолели заграждение Циммермана и остались на ночёвку у знака 33 мили, а на следующий день перешли к 16 миле, где начались работы по установке мин. Во время постановки минных заграждений шхуна «Лебедь» находилась в резерве, однако 27 сентября (9 октября) 1877 года во время атаки на отряд турецкого парохода «Картал» и канонерской лодки «Сунна» в составе отряда из трёх шхун под командованием капитан-лейтенанта И. И. Дикова выдвинулась навстречу неприятелю и вступила с ним в перестрелку. Во время боя неприятельский пароход отступил, а канонерская лодка «Сунна» налетела на одну из поставленных мин и затонула. Однако бой на этом не закончился и продвинувшиеся на 3 мили вперёд суда отряда вступили в перестрелку с подоспевшими турецкими броненосцами «Хивзи-Рахман» и «Мукадем-Хаир», которая возобновилась на следующий день 28 сентября (10 октября) и в результате которой оба неприятельских броненосца получили серьёзные повреждения.
В связи с тем, что суда отряда не обладали достаточной огневой мощью для уничтожения неприятельских судов, а от бомбардировки города под прикрытием минных заграждений пришлось отказаться по международным соображениям, 29 сентября (11 октября) командир отряда получил приказ не продолжать операцию и возвращаться. На рассвете 30 сентября (12 октября) вместе со всем отрядом шхуна покинула боевые позиции и ушла от Сулина. По состоянию на 1 (13) января 1878 года шхуна находилась на Дунае в составе отряда под командованием капитана 1-го ранга Н. И. Казнакова. За действия на Дунае командир шхуны капитан-лейтенант Н. Ф. Серков был награждён орденом Святой Анны II степени с мечами.
После войны в кампании 1878 и 1879 годов шхуна «Лебедь» использовалась в качестве транспортного судна, совершала плавания по Чёрному морю и Дунаю для перевозки военных грузов между Николаевом и дунайскими портами. Также судно использовалось для буксировки различных судов. 7 (19) октября 1879 года шхуна была возвращена владельцу.
В 1880 году возвращённая владельцу шхуна была переоборудована в сухогрузную баржу.